# Sluiterina sibogae
Sluiterina sibogae is een lepelworm uit de familie Bonelliidae.
De wetenschappelijke naam van de soort werd in 1902 gepubliceerd door Carel Philip Sluiter.